# Carlo Morelli (geofisico)
Carlo Morelli, nato Carlo Mreule (Trieste, 10 ottobre 1917 – 30 dicembre 2007), è stato un geofisico e geodeta italiano, noto per i suoi studi e le sue pubblicazioni nel campo della gravimetria.

## Biografia
Nato quando Trieste era ancora parte dell'Impero austro-ungarico da un funzionario delle ferrovie austroungariche e da una pianista viennese, viene ammesso nel 1936 alla Scuola Normale Superiore di Pisa studiando fisica e matematica, laureandosi nel 1940. In seguito sceglie di specializzarsi in geofisica presso l'università di Trieste e quella di Padova.
Nel 1949 fonda l'Osservatorio Geofisico Sperimentale (OGS) a Trieste, perfezionandolo nel 1958 e diventandone il primo direttore (dal 1958 al 1974).

### Le mappe gravimetriche
Durante la sua carriera, insegnando sia all'Università di Bari che di Trieste, Morelli si è distinto soprattutto per le sue mappe gravimetriche, arrivando a creare la prima mappa gravimetrica mondiale nel 1971 - la Gravity Standardization Net 1971 (IGSN 71) - oltre a quella dell'Italia.
Molto legato alla Germania e lì famoso, ha ricevuto nel 1988 la medaglia dedicata a Emil Wiechert.